# Clitoriinae
La subtribu Clitoriinae es una de las subdivisiones de la familia de plantas Fabaceae, que incluye a las legumbres. El género tipo es Clitoria L.

## Géneros
- Barbieria DC.
- Centrosema (DC.) Benth.
- Clitoria L.
- Clitoriopsis R. Wilczek
- Periandra Mart. ex Benth.